# ウズベキスタンの世界遺産
ウズベキスタンの世界遺産（ウズベキスタンのせかいいさん）はユネスコの世界遺産に登録されているウズベキスタン国内の文化・自然遺産の一覧。Category:ウズベキスタンの世界遺産に索引がある。

## 文化遺産
- ヒヴァのイチャン・カラ（1990年）
- ブハラ歴史地区（1993年）
- シャフリサブス歴史地区（2000年）
- サマルカンド‐文化交差路（2001年）
- シルクロード:ザラフシャン＝カラクム回廊（2023年）

## 自然遺産
- 西天山 - (2016年)
- 寒冬のトゥラン砂漠群 - (2023年)

## 複合遺産
なし